# Cumberland United Football Club
Il Cumberland United Football Club è una società calcistica con sede nella città di Adelaide. Milita nella State League 1, la seconda serie del campionato dell'Australia meridionale.

## Storia
Il Cumberland United è una delle squadre di calcio più antiche dell'Australia meridionale. Il club apparve per la prima volta nel 1941 schierando squadre giovanili nel campionato intermedio locale. La loro prima partita di campionato nel campionato intermedio fu contro il South Adelaide Panthers sabato 10 maggio 1941, terminata con il punteggio di 9-0 per il Cumberland.
La prima partita senior del Cumberland fu sabato 8 maggio 1943 contro il Perry Engineering Works. Il punteggio finale è stato una vittoria per 9-0 per il Cumberland. Dunbar, per il Cumberland, ha trovato la rete sei volte, Ingham ha segnato due volte e Edwards una volta. La partita è stata giocata come una partita casalinga per il Cumberland all'Hollywood Estate, un sobborgo allora adiacente.
Dal 1943 il club ha vinto due volte il campionato e una volta la Coppa della Federazione.
Nel 1978, il club ha conquistato sia la State League, che la Federation Cup.
Il club ha istituito nel 1990 un programma junior più mirato che da allora ha continuato a crescere, con 17 squadre che attualmente giocano al Bailey Reserve. Molti degli attuali giocatori senior hanno iniziato il loro club di calcio al Cumberland. Questo è stato uno degli obiettivi chiave del programma che sta ora giungendo a compimento.
Dal 2013 partecipa alla National Premier Leagues.
Nel 2016, dopo aver vinto la State League 1, conquista la promozione in prima divisione.

## Palmarès
- Federation Cup: 2

1978, 2009
- State League 1: 1

2016

## Organico
| N. |                      | Ruolo | Calciatore              |
| -- | -------------------- | ----- | ----------------------- |
| 1  | Australia (bandiera) | P     | Luke Schoen             |
| 2  | Australia (bandiera) | D     | Jack Schoen             |
| 3  | Australia (bandiera) | D     | Joshua Harvey           |
| 4  | Australia (bandiera) | C     | Yannick Skull           |
| 5  | Australia (bandiera) | D     | Shannon Day             |
| 7  | Australia (bandiera) | C     | Jace Cummins (capitano) |
| 9  | Australia (bandiera) | A     | Lewis May               |
| 10 | Australia (bandiera) | C     | Matthew Muscroft        |
| 11 | Australia (bandiera) | A     | Harley Gepp             |

| N. |                      | Ruolo | Calciatore         |
| -- | -------------------- | ----- | ------------------ |
| 12 | Australia (bandiera) | A     | Jordan Pegoraro    |
| 14 | Australia (bandiera) | A     | Ben Eustance-Smith |
| 15 | Australia (bandiera) | D     | Jackson Stephens   |
| 19 | Australia (bandiera) | A     | Karl Phelps        |
| 21 | Australia (bandiera) | C     | Stephen Hall       |
| 22 | Australia (bandiera) | D     | Steven Kidd        |
| 24 | Australia (bandiera) | D     | Reece Jurjevic     |
| 30 | Australia (bandiera) | D     | Matthew Hiern      |
| 31 | Australia (bandiera) | P     | Danyon Loud        |